# Майен-Кобленц (район)
Майен-Кобленц (нем. Mayen-Koblenz) — район в Германии. Центр района — город Кобленц. Район входит в землю Рейнланд-Пфальц. Занимает площадь 817,06 км². Население — 213 813 чел. Плотность населения — 262 человека/км².
Официальный код района — 07 1 37.
Район подразделяется на 87 общин.

## Города и общины
1. Андернах (29 416)
2. Бендорф (17 451)
3. Майен (19 428)

Управление Майфельд
1. Айниг (148)
2. Гаппенах (350)
3. Геринг (406)
4. Гиршнах (278)
5. Кальт (498)
6. Кербен (418)
7. Коллиг (488)
8. Лонниг (1 147)
9. Мертлох (1 473)
10. Мюнстермайфельд (3 519)
11. Наунхайм (439)
12. Охтендунг (5 252)
13. Пиллиг (518)
14. Польх (6 607)
15. Рюбер (860)
16. Тримбс (652)
17. Веллинг (898)
18. Виршем (323)

Управление Мендиг
1. Белль (1 516)
2. Мендиг (8 721)
3. Риден (1 327)
4. Тюр (1 497)
5. Фолькесфельд (554)

Управление Пелленц
1. Крец (767)
2. Круфт (3 901)
3. Никкених (3 716)
4. Плайдт (5 803)
5. Заффиг (2 173)

Управление Ренс
1. Брай или Брей (1 599)
2. Ренс (3 014)
3. Шпай (2 029)
4. Вальдеш (2 252)

Управление Унтермозель
1. Алькен (674)
2. Броденбах (691)
3. Бурген (809)
4. Диблих (2 455)
5. Хатценпорт (675)
6. Коберн-Гондорф (3 370)
7. Лемен (1 476)
8. Лёф (1 542)
9. Маккен (358)
10. Нидерфелль (1 077)
11. Нёртерсхаузен (1 140)
12. Оберфелль (1 131)
13. Виннинген (2 477)
14. Волькен (1 098)

Управление Фаллендар
1. Нидерверт (1 388)
2. Урбар (3 195)
3. Фаллендар (8 814)
4. Вайтерсбург (2 166)

Управление Фордерайфель
1. Ахт (90)
2. Аншау (290)
3. Арфт (296)
4. Бар (826)
5. Бермель (408)
6. Бос (647)
7. Дитшайд (259)
8. Этринген (2 855)
9. Хаустен (355)
10. Херресбах (464)
11. Хиртен (292)
12. Кериг (1 139)
13. Кирхвальд (1 011)
14. Коттенхайм (2 803)
15. Лангенфельд (739)
16. Лангшайд (89)
17. Линд (51)
18. Луксем (304)
19. Монреаль (874)
20. Мюнк (275)
21. Нахтсхайм (602)
22. Ройдельстерц (415)
23. Санкт-Йохан (971)
24. Зибенбах (217)
25. Фирнебург (464)
26. Вайлер (514)
27. Вельшенбах (61)

Управление Вайсентурм
1. Бассенхайм (2 891)
2. Кальтененгерс (2 038)
3. Кеттиг (3 312)
4. Мюльхайм-Керлих (10 416)
5. Санкт-Себастьян (2 561)
6. Урмиц (3 513)
7. Вайсентурм (7 803)